# Österreichisches Blasmusikmuseum

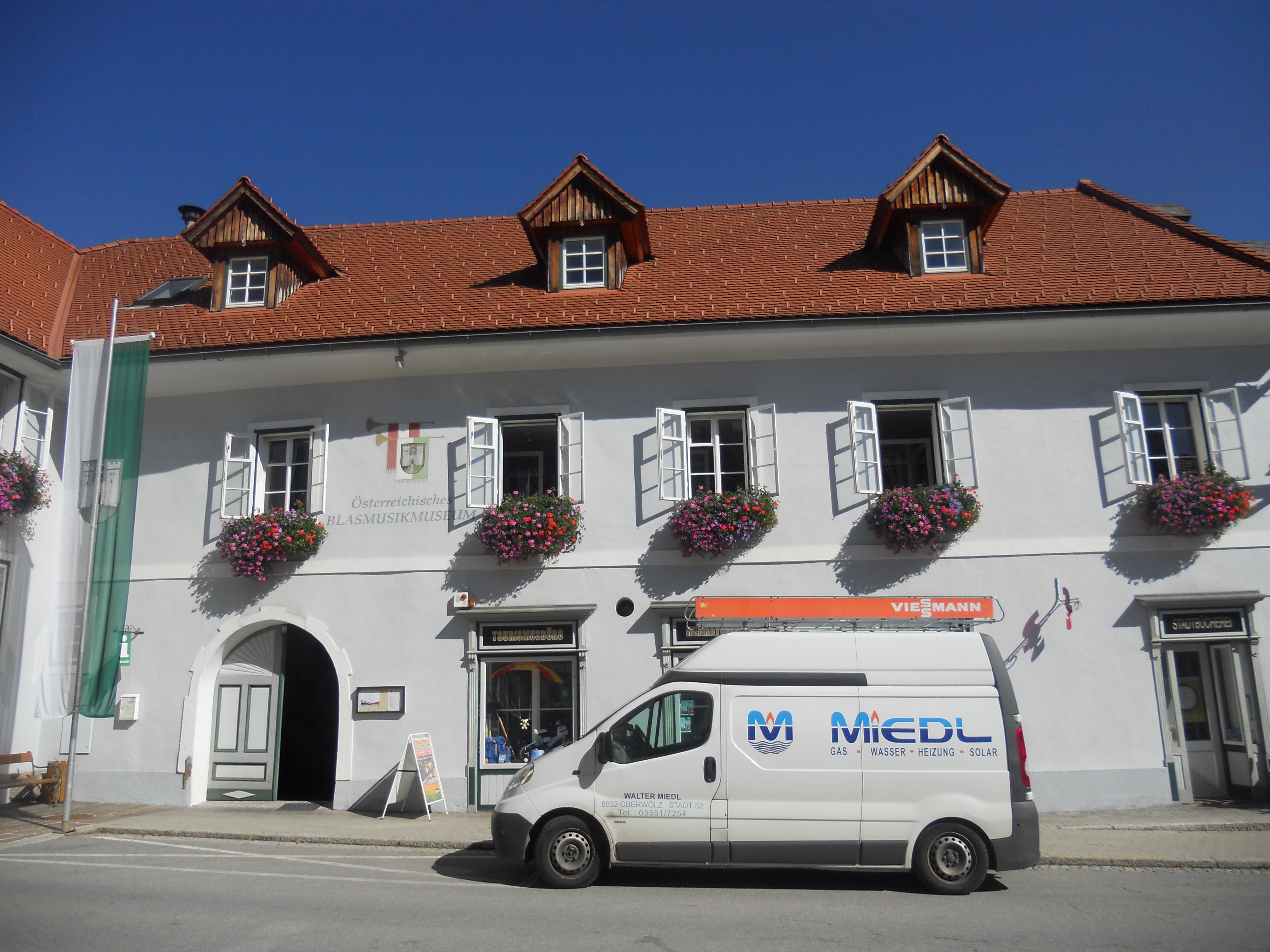
Museumsgebäude am Schöttltor

Das Österreichische Blasmusikmuseum ist ein Musikmuseum und ein Forschungs- und Dokumentationszentrum für Blasmusik in Oberwölz im Bezirk Murau in der Steiermark. Im Gebäude des Museums ist auch das örtliche Volkskunde-Museum für die Region um Oberwölz und das Lachtal untergebracht. Die Blasmusik hat in Österreich einen hohen kulturellen Stellenwert, es gibt 2100 aktive Blasmusikkapellen.

## Gebäude und Geschichte
Oberwölz ist eine der kleinsten Städte der Steiermark. In der Stadt selbst gibt es ein vielfältiges Musikleben mit zwei Blasmusikkapellen, verschiedenen Chören, den Perstl-Viergesang bzw. eine Neue Mittelschule mit dem Schwerpunkt Musik. Stolz ist man auch darauf, dass Oberwölz schon zweimal von Sepp Forcher mit seiner Volksmusik- und Brauchtumssendung Klingendes Österreich besucht wurde.

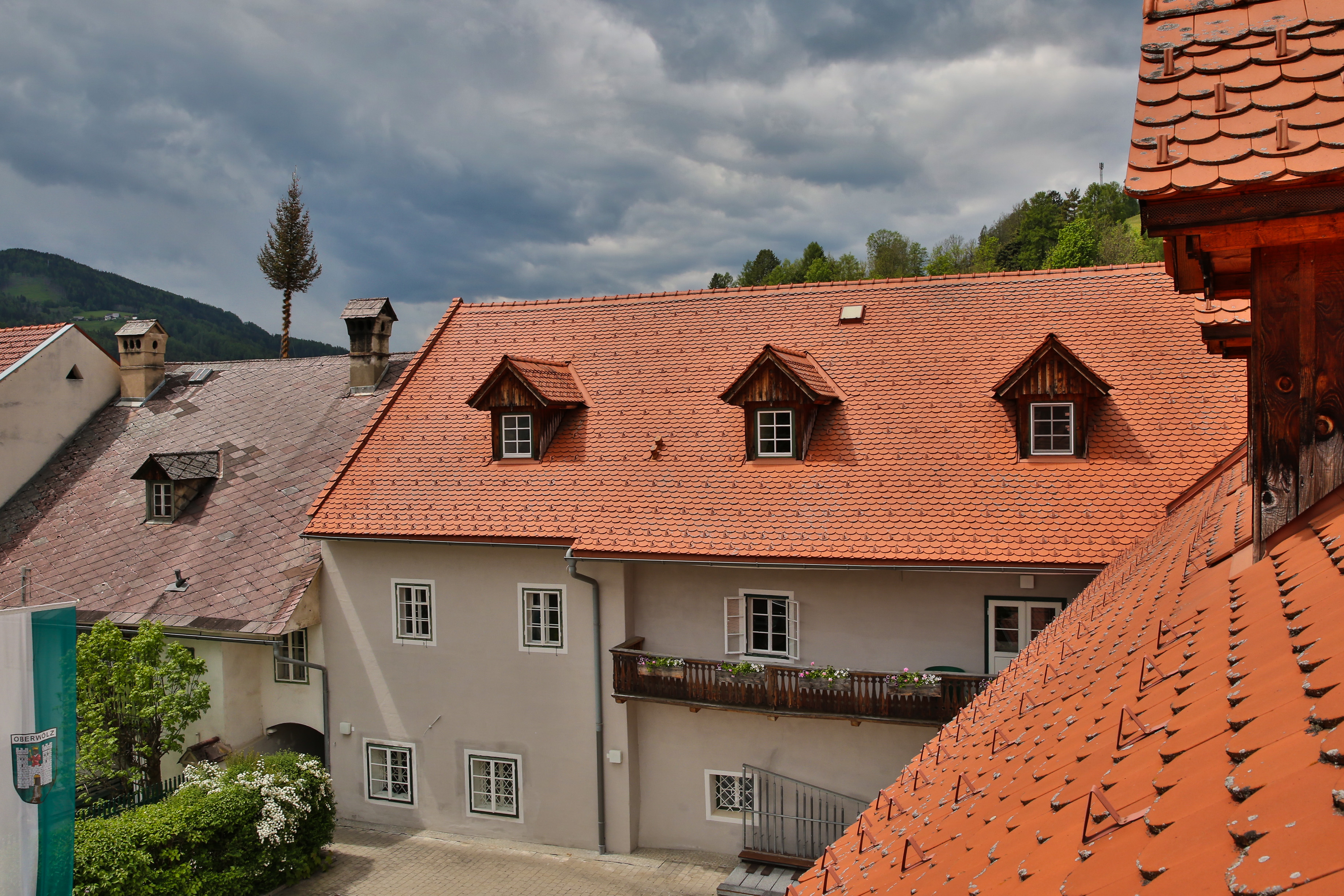
Hintere Seite des historischen Gebäudes
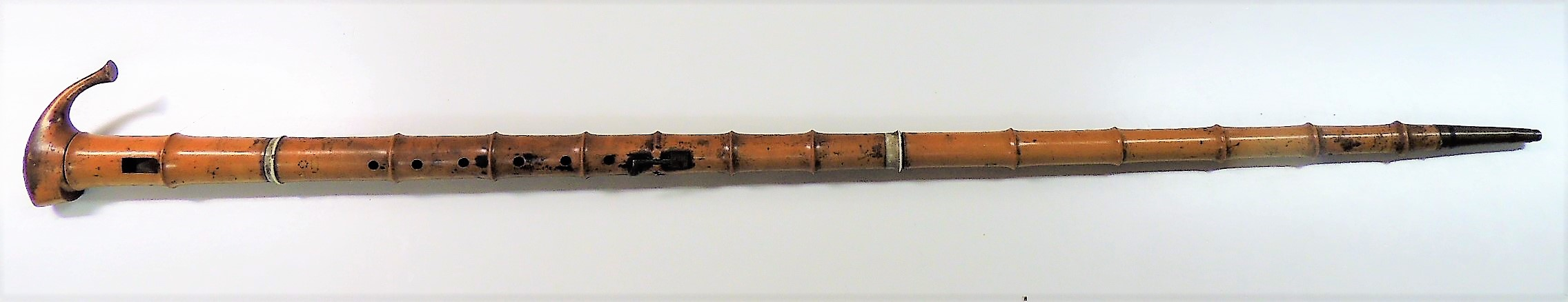
Spazierstockflöte (Ausstellungsstück)
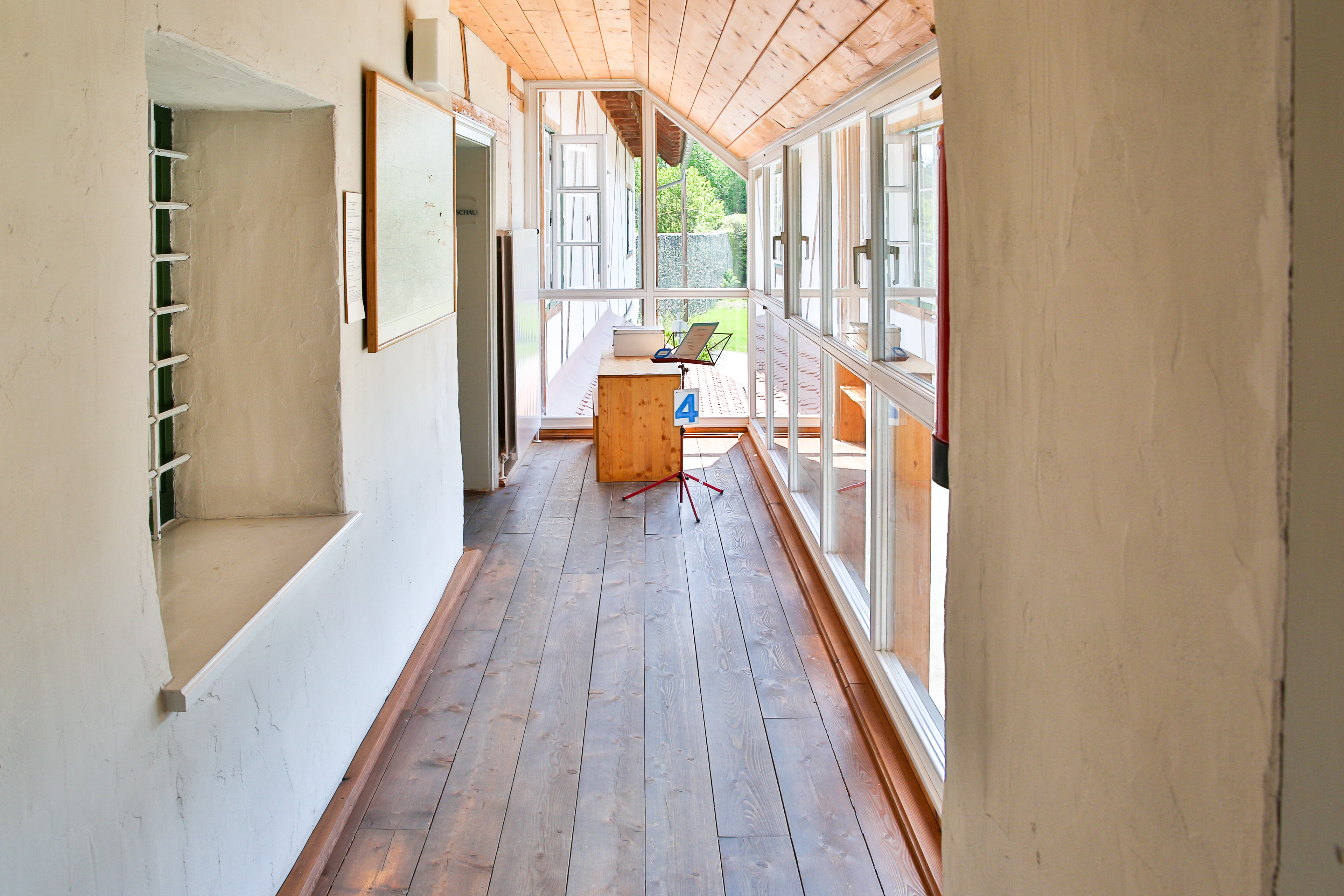
Verbindungsgang im Trakt entlang der Stadtmauer
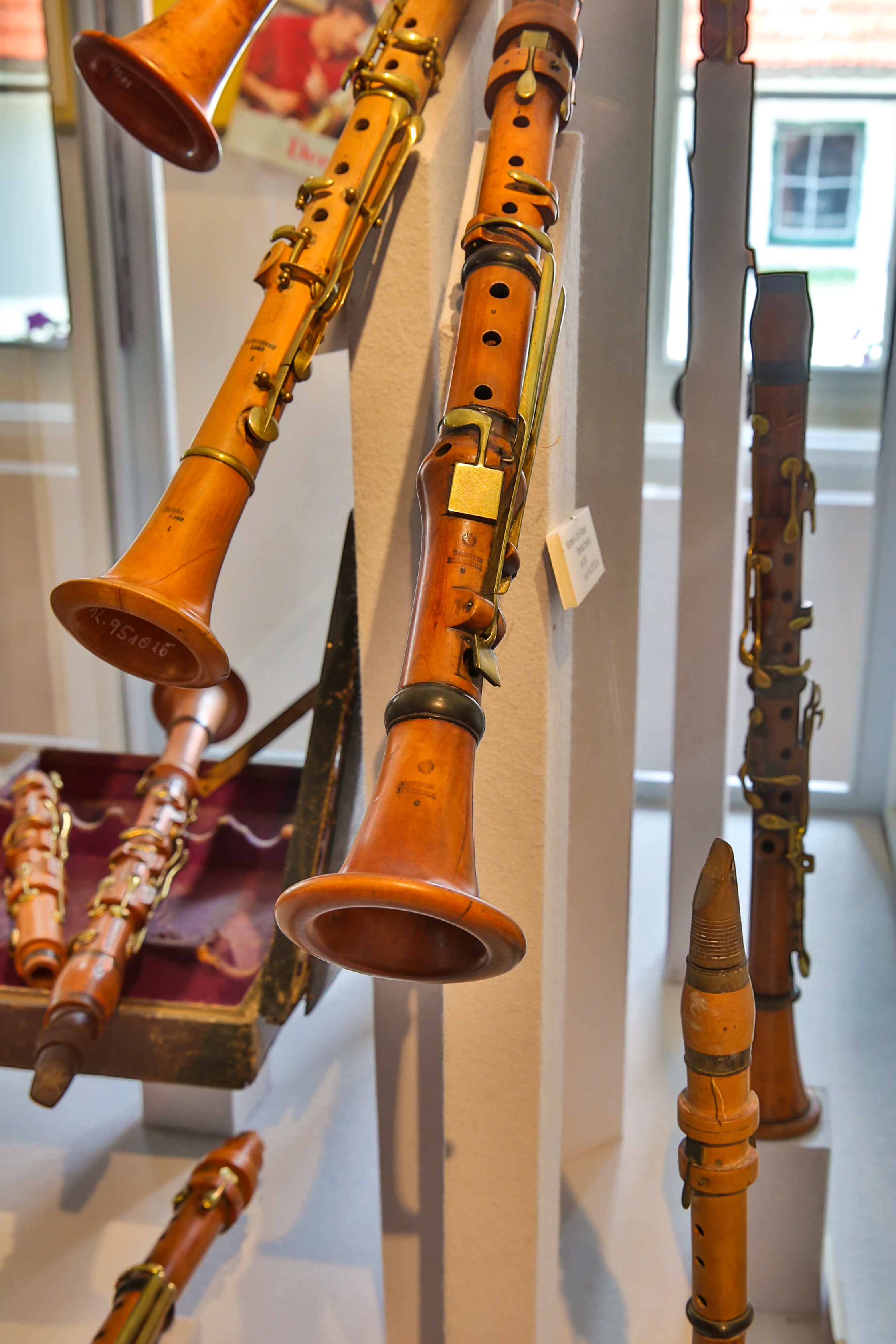
Klarinetten
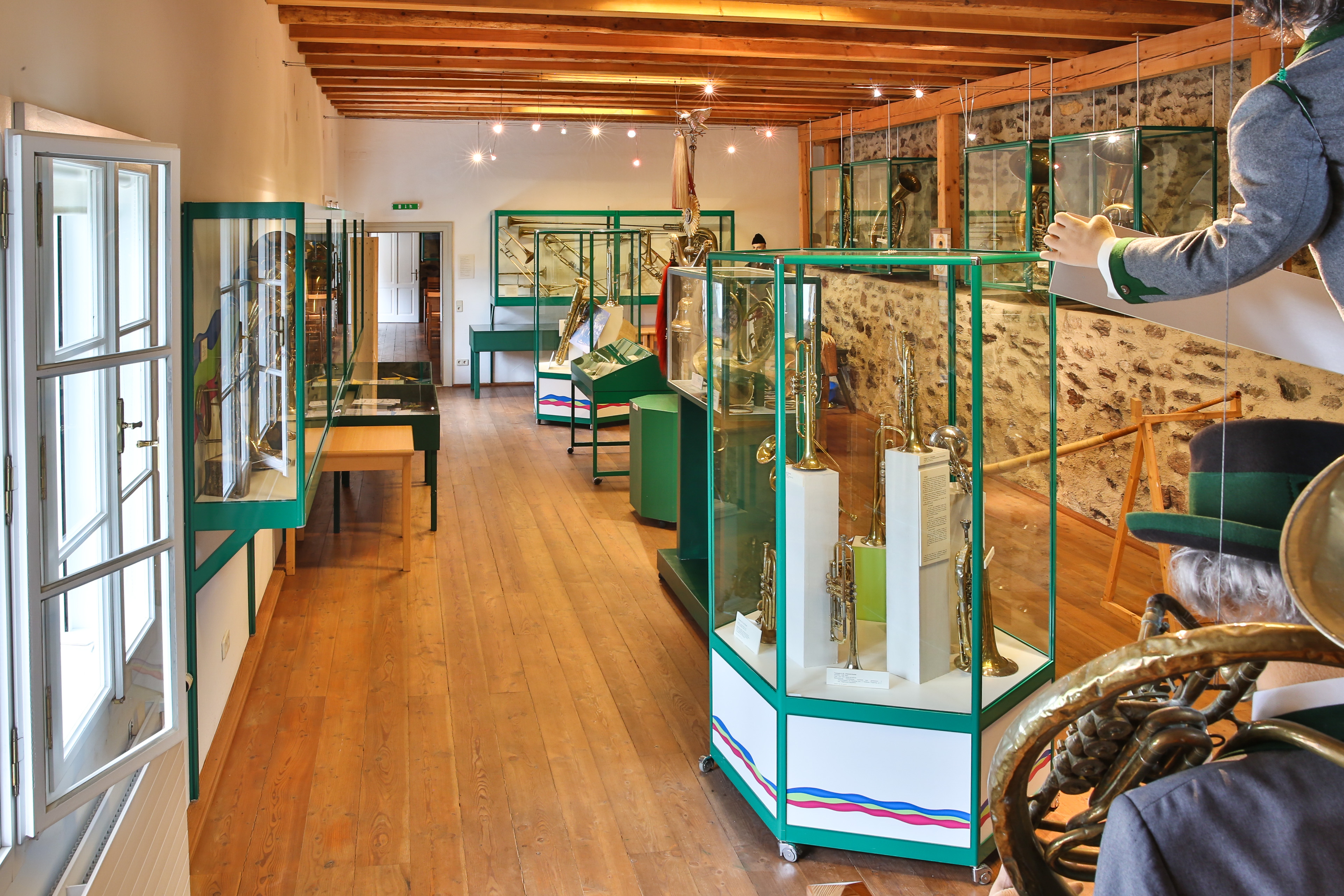
Ausstellungstrakt an der Stadtmauer
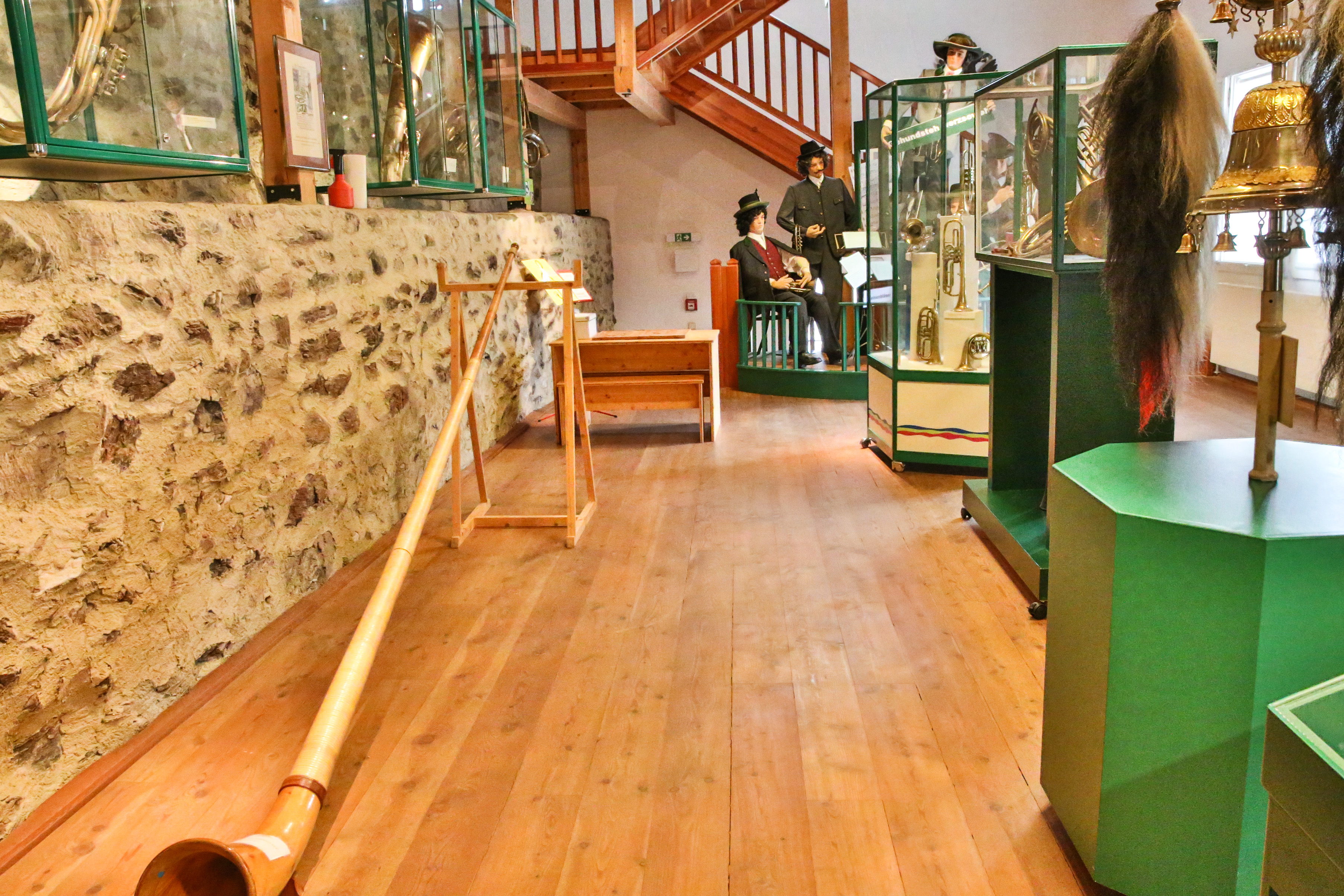
Alphorn zum Ausprobieren
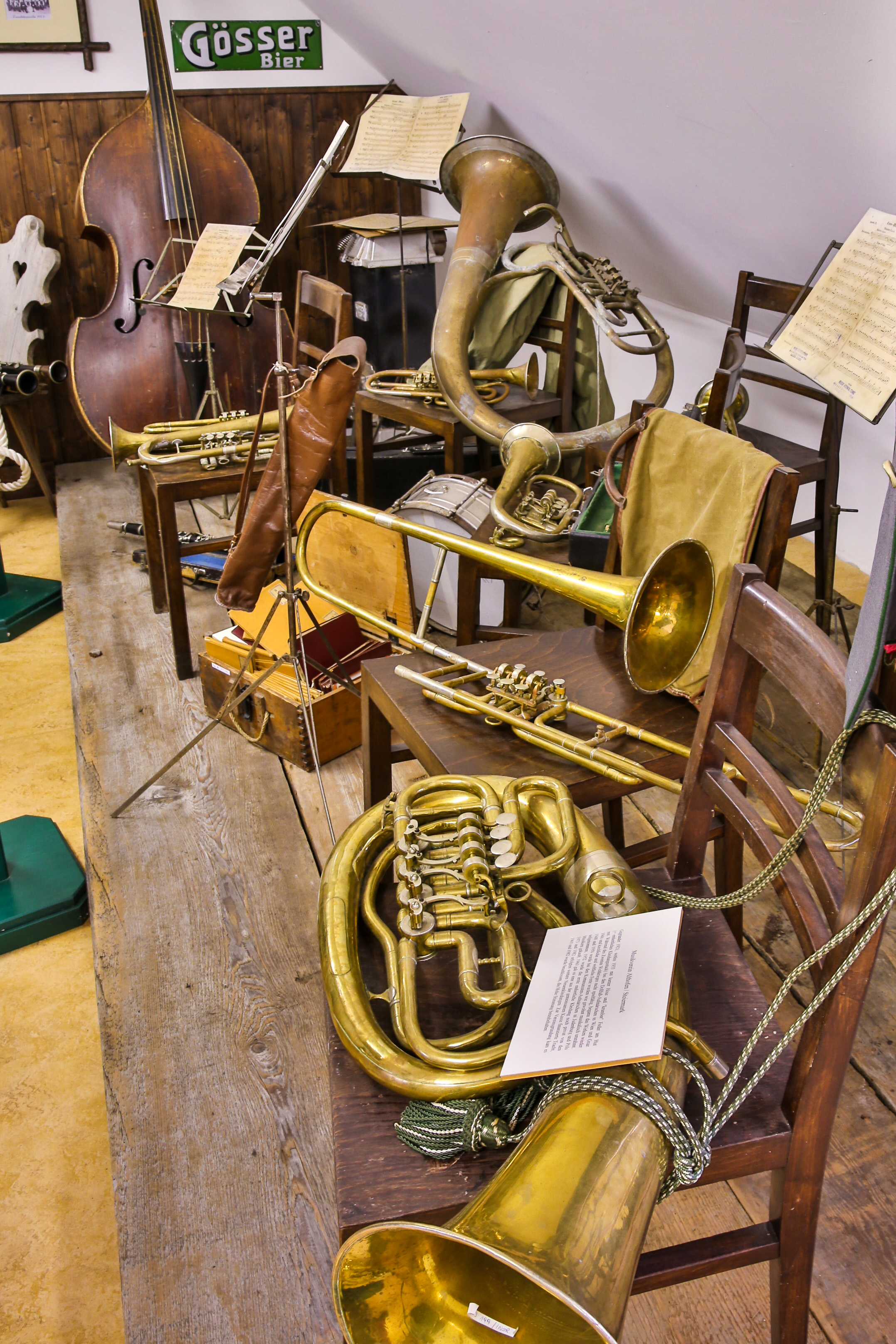
Blechblasinstrumente
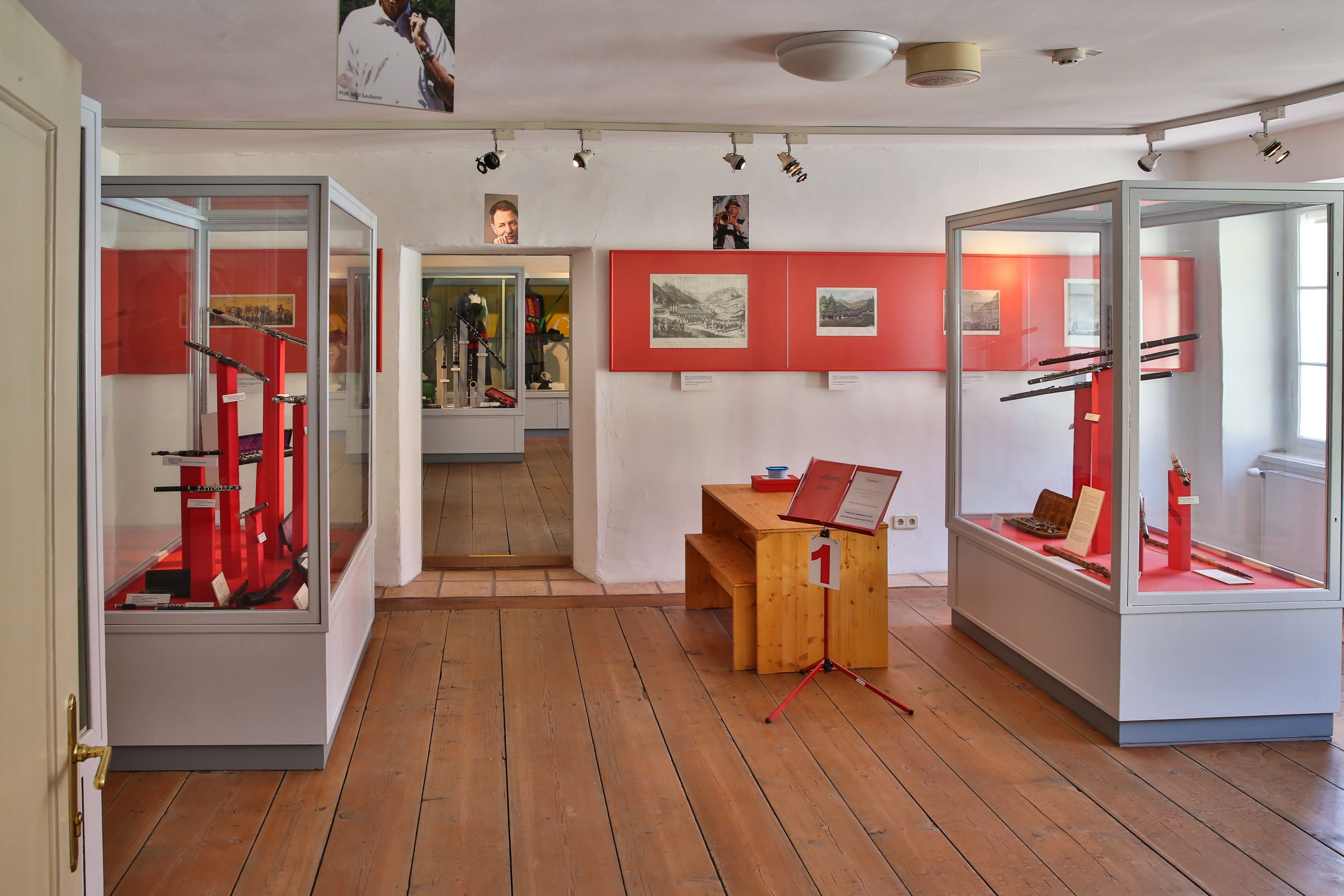
Ausstellungsraum im Alttrakt

Das Österreichische Blasmusik-Museum Oberwölz wurde 1997 eröffnet. Die Bestrebungen, ein österreichisches Zentrum zur Erforschung des Blasmusikwesens zu schaffen, gehen bis in die 1970er Jahre zurück. Aus der Idee für ein „Volkskunde-Museum“ wurde eine Darstellung der Blasmusik in ihrer gesamten historischen und soziologischen Dimension. Ende der 1980er Jahre wurden die Pläne von einer Gruppe engagierter Menschen umgesetzt. Neben Funktionären, wissenschaftlichen Mitarbeitern und öffentlichen Stellen waren das der damalige Oberwölzer Bürgermeister Siegfried Krainer, der ÖBV-Präsident Friedrich Weyermüller, der Bundeskapellmeister Eugen Brixel und der Vorstand des Institutes für Musikethnologie an der Universität für Musik und darstellende Kunst Graz, Wolfgang Suppan.
Das Museum ist in einem alten Bürgerhaus (Stadt Nr. 15) unmittelbar vor dem Schöttltor untergebracht, einem erhalten gebliebenen Stadttor an der alten Verbindungsstraße über die Alpen nach Norden. Der neue Trakt des Museums ist im Hof des Gebäudes direkt an die historische Stadtmauer angebaut. Seit 2017 ist der wissenschaftlicher Leiter des Österreichischen Blasmusikmuseums Oberwölz Rudolf Gstättner in der Nachfolge des Musikwissenschaftlers Bernhard Habla.
Es präsentiert auf zirka 600 m² in neuen Schauräumen verteilt auf drei Etagen und zwei bis drei Sonderausstellungsräumen sehenswerte Objekte aus der Geschichte des österreichischen Blasmusikwesens.

## Dauerausstellung
Gezeigt werden Exponate aus der Militärmusiktradition des 19. Jahrhunderts bis zum gegenwärtigen Amateurmusikwesen. Herzstück der Sammlung sind Holz- und Blechblasinstrumente aus dem 19. und 20. Jahrhundert, mit der für Österreich typischen hohen Stimmung. An einem Computerterminal können sich die Besucher beispielhaft am Radetzky-Marsch von Johann Strauss den Unterschied zwischen der „hohen“ Stimmung (a1 = 461 Hz) und der „normalen“ Stimmung (a1 = 440 Hz.) anhand verschiedener Tonbeispiele und Varianten anhören.
Themen wie „Von der klassischen Harmoniemusik bis zur Blasmusik der Gegenwart“ werden in Tonbildschauen dargestellt. Dabei wird die Musikgeschichte von der klassischen Harmoniemusik, die am Ende des 18. Jahrhunderts an den adeligen Höfen ihre Blüte erlangte, bis zur Blasmusik der Gegenwart gezeigt. Eine weitere Tonbildschau widmet sich den Darbietungen österreichischer Weisenbläser-Gruppen. Eine weitere digitale Bilddokumentation dokumentiert die 2100 „Blaskapellen und Blasorchester Österreichs“. In einer „Kino-Ecke“ werden DVD-Präsentationen verschiedener Blasmusikereignisse gezeigt. Die Fotogalerie zeigt zudem ihre bekanntesten Vertreter der Blasmusik, Komponisten, Kapellmeister und Dirigenten.
In der ständigen Ausstellung des Museums sind Holz-, Blech- und Schlaginstrumente. Es gibt fast vergessene Instrumente wie die Tornistertuba und weitere Zeugen langjähriger Musiktraditionen. Daneben sind Objekte rund um die Musikgeschichte zu sehen. Das sind verschiedene Trommelwagen, Dirigentenstäbe, Geräte zum Notendruck, Schaustücke zur Entwicklung des Notendruckes, originale Partituren und Noten. Von den nicht ganz alltäglichen Instrumenten sind eine Glastrompete und eine Spazierstocktrompete erwähnenswert. Als Besonderheit gilt der Taktstock aus Ebenholz von Militärkapellmeister Franz Lehar, der als Operettenkomponist bekannt wurde. In Oberwölz findet man die österreichweit größte Klarinettendarstellung. Gezeigt werden auch viele Ehrenabzeichen für Musiker.
Die Ausstellung zeigt Kleidungen der Musiker, Uniformen aus Kaiserzeiten, Trachten sowie die schwarzen Bergkittel der auch in der Steiermark so typischen Bergkapellen. Details zur Kopfbedeckung der Bergkapellen, dem Kalpak werden erläutert: Die Farbe des Federnbusches lässt Rückschlüsse auf den in den Gruben abgebauten Rohstoff zu – weiß für Salz, schwarz für Kohle, grün für Erze, rot für Magnesit und blau für Edelmetalle.
Als es ab dem Beginn des 20. Jahrhunderts möglich wurde, Musik mit Grammophon und Radio zeitversetzt wiederzugeben, spielte die Musik von Militär- und Unterhaltungs-Blaskapellen eine wichtige Rolle. Es gab und gibt noch zahlreiche (Schellack-)Schallplatten aus dieser Zeit. Blasmusik war ein regelmäßiger Programmpunkt im Radio. Das Museumspersonal spielt auf Anfrage Grammophon-Musik vor.
Das Museum macht es auch für Kinder möglich, Musik zu erleben. Eine „Museumsrallye“ bietet Aktionsecken für Wissen und Geschicklichkeit in Musik- und Mitmachaktionen.

## Sonderausstellungen
- seit 2022: Frau, Blasmusik, Ehrenamt - Rolle der Frau in der Blasmusik[11]
- 2020/2021: Blasmusik zieht an … Ein TRACHTvolles Klangerlebnis von gestern bis heute zur Bekleidungsgeschichte – Schwerpunkt Tracht – der österreichischen Blasmusikkapellen.[11]
- 2018/2019 wurden unter dem Thema Gehundsteh – Herzsoweh Jodler und Weisen in den Notenbüchern der österreichischen Musikkapellen gezeigt.[12]
- 2011 ging es unter dem Titel Singan is unsa Freid! um das 150-Jahr-Jubiläum des Gesangsvereins Oberwölz des Steirischen Sängerbundes.[13]
- 2009 gab es die Sonderausstellung Spielleute und Jagdhornbläser[6]

## Dokumentationszentrum des Österreichischen Blasmusikverbandes (ÖBV)

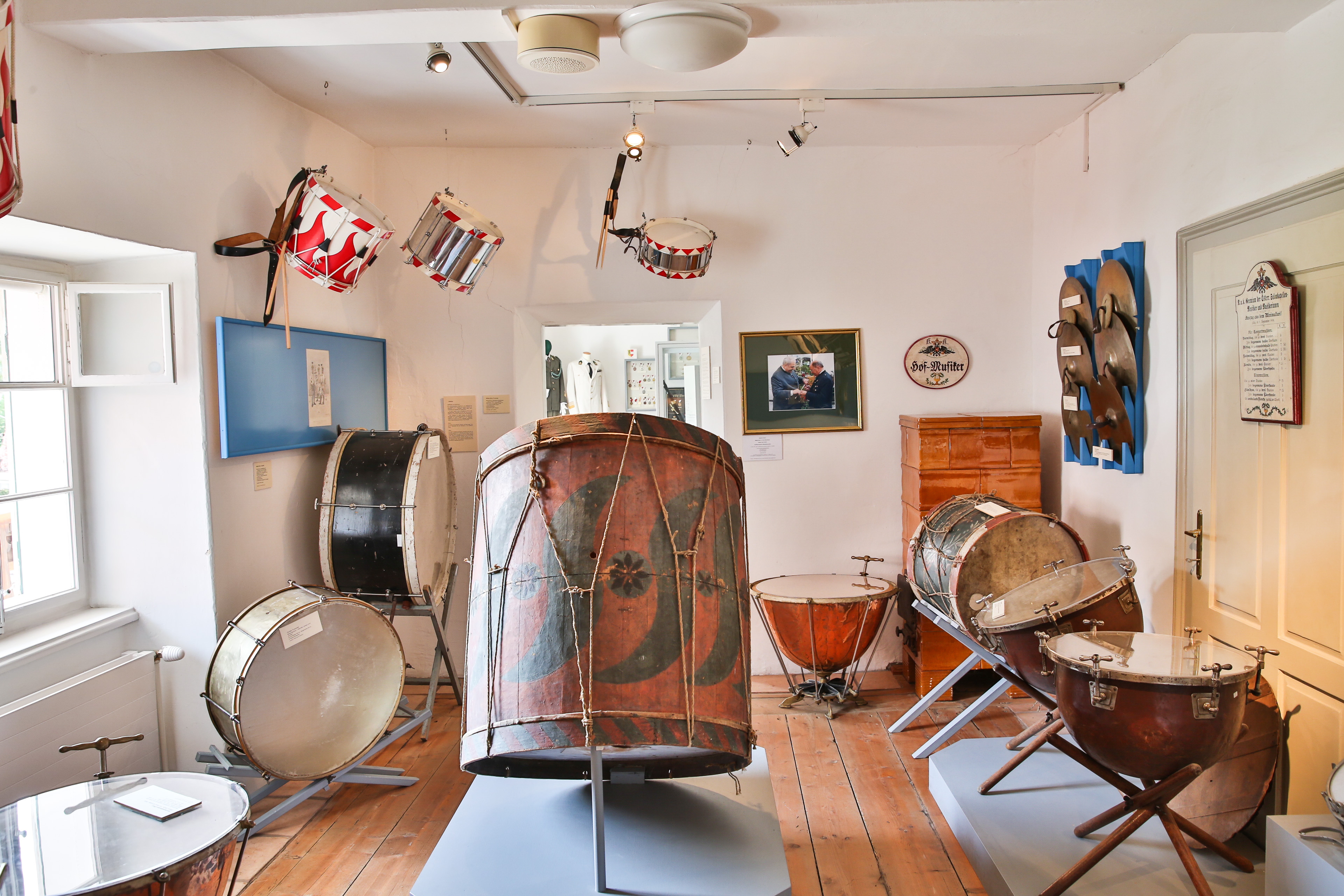
Trommelraum

Das Dokumentationszentrum des Österreichischen Blasmusikverbandes (ÖBV) betreibt in Kooperation mit der Stadtgemeinde Oberwölz und dem Österreichischen Blasmusikmuseum einen Schauraum im Museum. Das ÖBV archiviert seit 2008 Materialien zur Verbands- und Blasmusikgeschichte. 2018 ging es um die 70-Jahre-Jubiläen des Verbandes der Südtiroler Musikkapellen und des ÖBV sowie um den 10-jährigen Bestand des ÖBV-Dokumentationszentrums. Die Präsentation des ÖBV-Dokumentationszentrums kann während der Öffnungszeiten des Museums besichtigt werden.

## Forschung und Lehre

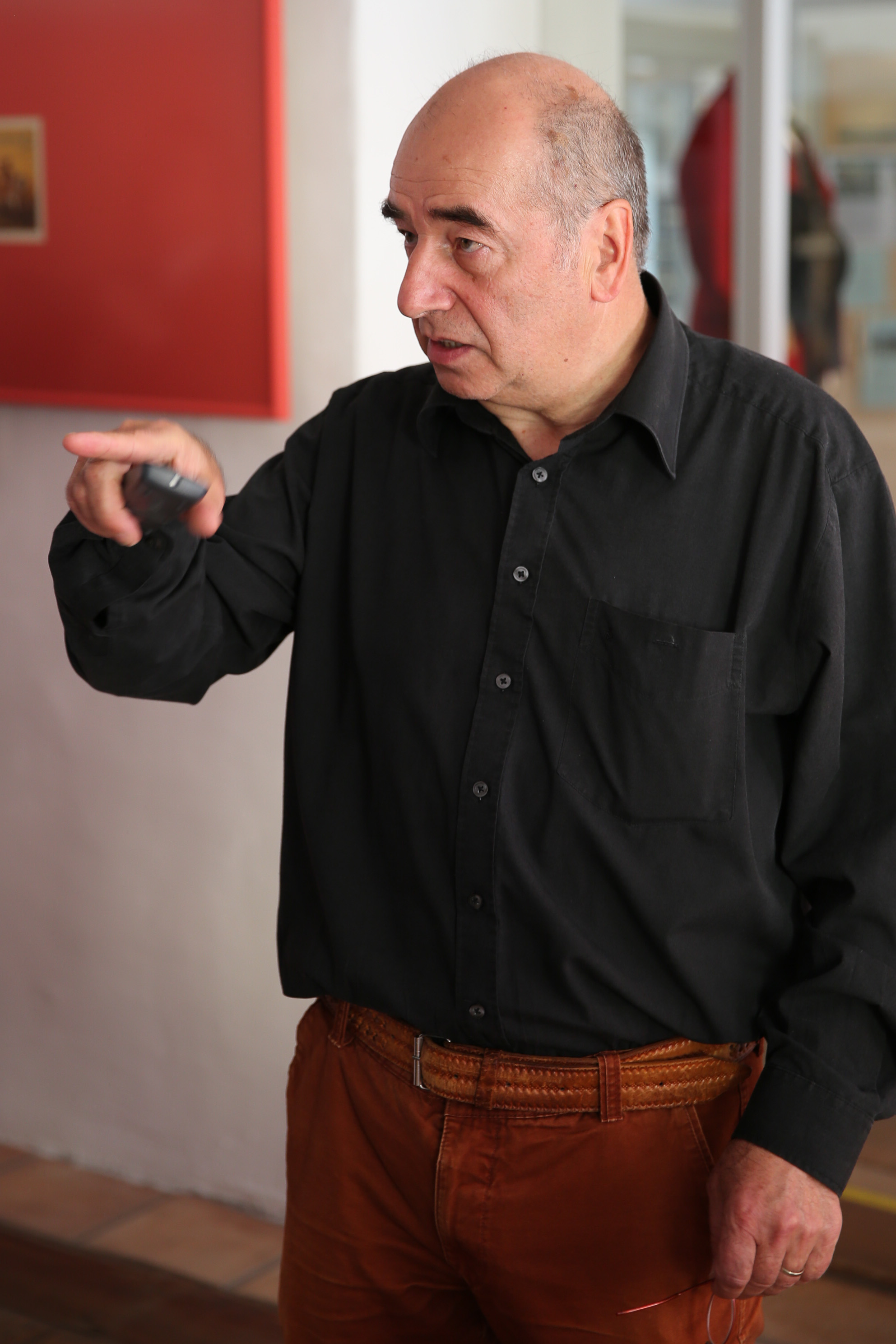
Wissenschaftlicher Leiter Rudolf Gstättner

- Das Blasmusikmuseum Oberwölz bietet aufgrund seines reichhaltigen Materials musizierenden künftigen Maturanten an, bei der Themenfindung für ihre Vorwissenschaftliche Arbeit (VWA) behilflich zu sein.[15]

## Auszeichnungen
- 2018 Auszeichnung mit dem Museumsgütesiegel.[16]